# 约翰内斯·伊莱亚斯·特斯曼
约翰内斯·伊莱亚斯·特斯曼（Johannes Elias Teijsmann，1808年6月1日—1882年6月22日）为植物学家和植物采集者。
1830年，约翰内斯·伊莱亚斯·特斯曼来到爪哇担任约翰内斯·范·登·博世总督的园丁。一年后他被任命为茂物植物园的园长。他产于了许多重要的植物学考察，特别是巽他群島；特斯曼还是荷兰暹罗实地考察团的一员。他推动了引进木薯作为食物来缓解当时荷属东印度群岛的饥荒，还种植金鸡纳树（来自秘鲁）以生产抗疟疾药奎宁。因他个人对棕榈树（产自西非）的兴趣，推动他将油棕介绍到印度尼西亚，现成为许多海岛的主要经济来源。
1882年，约翰内斯·伊莱亚斯·特斯曼去世于爪哇茂物；因其对茂物植物园所作出的卓越贡献，在他去世后不久，他的朋友在茂物植物园中立起了一块纪念碑。
泰氏榈属（Teysmannia，哈罗德·埃默里·穆尔将其修订得更准确，称为Johannesteijsmannia）即是为了纪念他而以其名字命名的。1890年至1922年出版的期刊《特斯曼》（Teysmannia）也是得名于约翰内斯·伊莱亚斯·特斯曼。1925年，该期刊合并为《印第安文化－特斯曼》（De Indische Culturen-Teysmannia）。
有时，他的姓被拼写为“Teysmann”，但他本人一直写为“Teijsmann”；他的信件数量极大，大部分仍保存完好。